# Malang Diedhiou

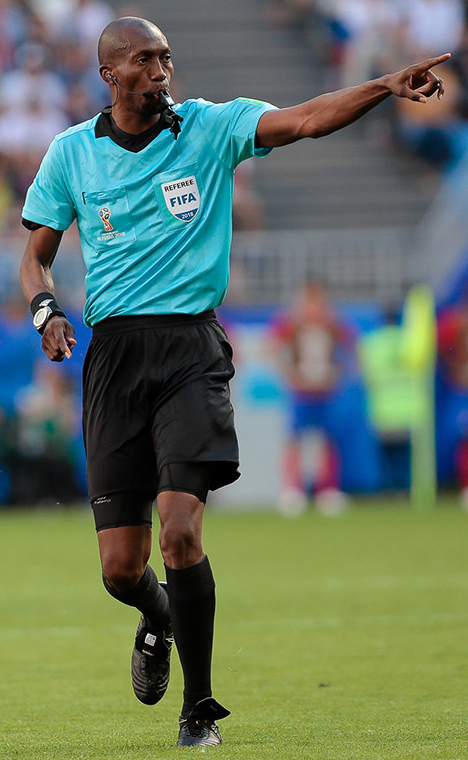
Diedhiou als Schiedsrichter bei der WM 2018

Malang Diedhiou (* 30. April 1973) ist ein ehemaliger senegalesischer Fußballschiedsrichter.

## Werdegang
Von 2008 bis 2018 stand Diedhiou auf der Liste der FIFA-Schiedsrichter und leitete internationale Fußballspiele.
Diedhiou war als Schiedsrichter beim Afrika-Cup 2015 in Äquatorialguinea und beim Afrika-Cup 2017 in Gabun im Einsatz. Beim Konföderationen-Pokal 2017 in Russland war er Video-Assistent. Bei der Weltmeisterschaft 2018 in Russland leitete Diedhiou drei Spiele.

## Einsätze bei der Weltmeisterschaft 2018
| Phase        | Datum         | Spielort      | Heimmannschaft | Gastmannschaft | Ergebnis  |
| ------------ | ------------- | ------------- | -------------- | -------------- | --------- |
| Gruppenphase | 17. Juni 2018 | Samara        | Costa Rica     | Serbien        | 0:1 (0:0) |
| Gruppenphase | 25. Juni 2018 | Samara        | Uruguay        | Russland       | 3:0 (2:0) |
| Achtelfinale | 2. Juli 2018  | Rostow am Don | Belgien        | Japan          | 3:2 (0:0) |